# Giambattista Carli
Giambattista Carli (L'Aquila, ... – ...; fl. 1514-1519) è stato un vescovo cattolico italiano.

## Biografia
Nato all'Aquila dalla nobile famiglia Carli, entrò nella vita ecclesiastica e diventò arciprete della chiesa di Santa Maria Paganica, abate della chiesa di Santa Maria Assunta a Bominaco e canonico della cattedrale dell'Aquila. Il 28 luglio 1514 fu nominato vescovo di Valva e Sulmona da papa Leone X e mantenne l'incarico fino al 1519, quando si dimise. Fu inoltre dotto di teologia e partecipò al concilio Lateranense V (1512-1517).